# Simon Andersen (Tullsagra Simon)
Simon Andersen (Simen Anderssön) även kallad Tullsagra Simon, är född i Tullsåkra i Västra Vram socken, strax väster om Tollarp och var friskyttekapten. Hans far Anders Simonsson fick minst två barn utöver Simon, Anna född omkring 1658 och boende i grannbyn Skättilsljunga 1726 och Per född omkring 1666 och boende i Tullsåkra 1726.
Efter att danskarna intagit Kristianstad fanns Simon Andersen med bland dem som levererade förnödenheter till fästningen och han uppgav då sin hemvist till Skättilsljunga, Västra Vram. Redan 1674 fanns han i Skättilljunga i Roteringslängden. 
Den 21 december 1677 återfinns han i ett protokoll över dem som hjälper danskarna. Där sägs att Simon Andersson i Tullsåkra "i Wram s. och fadren hollier medh honom giör och kundskap".
Simon arbetade under skånska kriget tillsammans med den danske sambandsofficeren Peter Stensen som hade högkvarter på Pråmhuset vid Ringsjön. Båda två arbetade direkt på överbefälhavaren (efter kungen) Frederik von Arensdorffs order och deras rapporter till de danska myndigheterna ligger ofta tillsammans i arkiven. Ett exempel på att Andersen arbetade på order från myndigheterna och åtminstone ibland via Stensen är när Stensen den 3 juni 1678 tipsade överbefälhavaren Arensdorff om att adelsmannen Mogens Swawe till Oretorp var misstänkt svensksympatisör och borde arresteras. Den 6 juni sände Arensdorff ut Stensen och Simon Andersen att gripa Swawe. De förde sedan Swawe till danska härlägret vid Malmö.
19 juni 1678 nämner Stensen vidare att han träffat "Capitain Simen Andersen" på Höörs prästgård och att denne då tagit tillfånga tre av Ebbe Ulfeldts skyttar och en av överstelöjtnant Wrangels tjänare. Stensen hade då ridit runt Västra och Östra Vram samt Skättiljunga (Shette lynge) som ju var kapten Simons hemområde.
Sommaren 1678 finner vi också Simon Andersens namn på Arensdorffs lista över friskyttarna (Troupen der Freishützen): som ansvarig för Kristianstad och Blekinge står kapten Simon Andersen samt kapten Mogens Mogensen Dragon som dock samtidigt rapporteras död.
Skärtorsdag 1680 befann han sig i Værløse socken utanför Köpenhamn och var då dopvittne. I dopboken står "Skiartorsdag Bleff christnett Anders friskyttis barn her aff byen ved naffn Jeppe, Fadder Simon som var friskyttanes Captein, Rasmus som vaar Leutnant..."  .
Den 15 oktober 1680 fick Simon Andersen 20 års skattefrihet i Danmark räknat från freden 1679. I registret står det "Simon Andersen fra Sketlunge i Vester Wram i Landscrona Ampt udi Skaane". Detta är sista gången Simon Andersen är omnämnd i några dåtida källor.
År 1653 satte några hembygdsvänner upp en minnessten över Simon Andersen vid hans födelsegård i Tullsåkra. På den står följande inskription: Simon Snapphane, friskyttekapten 1676-79, frejdig frihetskämpe. Här föddes han och här har förr hans starka blockhus stått. Men stängd blev för honom hans dörr och landsflykt blev hans lott. Tyvärr har man antagit att Simon tog över gården och det sägs att han var storbonde, men hans fader levde och hade barn som var i 10-årsåldern vid krigsutbrottet. Det är Simon själv som uppgivit sin hemvist Skättilsljunga både 1676 och 1680 vilket gör att man måste sätta hans boplats där. Tyvärr saknas olika former av register under krigsåren för dessa platser.